# Filip Nikolic
Filip Nikolic (em sérvio: Филип Николић, Filip Nikolić; 1 de setembro de 1974 - 16 de setembro de 2009) foi um ator e cantor francês, mais conhecido como o líder da boy band francesa 2Be3.
Nascido em Saint-Ouen, Seine-Saint-Denis, ele foi criado com dois irmãos em Longjumeau, um subúrbio de Paris.
Filip era um cantor francês, mas também atuou em papéis em programas de TV como Navarro e Pour être libre, uma série centrada em 2Be3. Ele também apareceu no filme americano Simon Sez com Dennis Rodman em 1999. Ele também foi vice-campeão na versão francesa de I'm a Celebrity... Get Me Out of Here! em 2006.

## Morte
Ele morreu em 16 de setembro de 2009, aos 35 anos, enquanto preparava um álbum solo. Segundo os primeiros relatos, a causa da morte foi um ataque cardíaco devido a uma combinação de pílulas que ele usava para dormir.